# Stora Gravtjärnen (Floda socken, Dalarna)
Stora Gravtjärnen är en sjö i Gagnefs kommun i Dalarna och ingår i Dalälvens huvudavrinningsområde. Sjön har en area på 0,159 kvadratkilometer och ligger 228,8 meter över havet.

## Delavrinningsområde
Stora Gravtjärnen ingår i det delavrinningsområde (671328-143218) som SMHI kallar för Mynnar i Dammsjön. Medelhöjden är 292 meter över havet och ytan är 16,65 kvadratkilometer. Det finns inga avrinningsområden uppströms utan avrinningsområdet är högsta punkten. Vattendraget som avvattnar avrinningsområdet har biflödesordning 4, vilket innebär att vattnet flödar genom totalt 4 vattendrag innan det når havet efter 282 kilometer. Avrinningsområdet består mestadels av skog (84 procent). Avrinningsområdet har 0,16 kvadratkilometer vattenytor vilket ger det en sjöprocent på 1 procent.